# میروشوتسه
میروشوتسه (به صربی: Miroševce) یک منطقهٔ مسکونی در صربستان است که در لسکواس واقع شده‌است. میروشوتسه ۱٬۰۵۳ نفر جمعیت دارد.